# Lindsey de Rijcke
Lindsey de Rijcke (18 september 1989) is een Belgisch voetbalspeelster. Zij speelt als aanvaller voor SV Zulte Waregem.

## Statistieken
| Seizoen | Club             | Land   | Competitie   | Wedstrijden | Doelpunten |
| ------- | ---------------- | ------ | ------------ | ----------- | ---------- |
| 2012/13 | SV Zulte Waregem | België | BEL          | 15          | 1          |
| 2020/21 | SV Zulte Waregem | België | Super League | –           | –          |
| Totaal  | Totaal           | Totaal | Totaal       | –           | –          |

Laatste update: september 2020